# Isa Jeynevald
Pour les articles homonymes, voir Besson.
Isa Jeynevald, de son vrai nom Jeanne Louise Isabelle Besson,  est une cantatrice, professeur de chant et compositrice française  née le 13 janvier 1886 à Lyon  (6e arr.) et morte le 7 avril 1967 à Québec. Elle était l'épouse du ténor québécois François-Xavier Mercier (1867-1932).

## Biographie
Selon son acte de naissance, Jeanne Louise Isabelle Besson naît de l'union de Jean-Fleury Besson, sculpteur originaire de Milan en Italie, et de Jeanne-Marie Siméon.
Elle étudie la musique au conservatoire de Lyon où elle obtient un prix d'honneur, un premier prix de chant et un deuxième prix de déclamation lyrique en 1907. Elle entame par la suite une carrière lyrique, interprétant notamment le rôle de Marguerite de Valois dans l'opéra Les Huguenots de Giacomo Meyerbeer à Constantine (Algérie). Elle épouse son partenaire de scène, le ténor québécois François-Xavier Mercier, le 21 juillet 1910 à Lyon (elle a alors 24 ans, Mercier 43).
Les tensions politiques s'accroissant en Europe, le couple décide de s'embarquer pour Québec, ville natale de Mercier, le 15 août 1913.  Ils y créent l'Institut d'art vocal, où le ténor enseignera jusqu'à sa mort en compagnie de son épouse. Parmi les élèves d'Isa Jeynevald, on peut mentionner le baryton Horace Philippon, fondateur de l'Association des chanteurs de Québec, le baryton Gilles Lamontagne, la soprano Adrienne Roy-Vilandré, la basse Roland Gosselin, la contralto Muriel Hall, et le chanteur-compositeur Robert L'Herbier.
Parallèlement, Isa Jeynevald compose la musique de quelques chansons dont Si l'heure qui sonne sur des paroles d'Adolphe Hardy, pièce dédiée à Lady Gouin, l'épouse du premier ministre Lomer Gouin. En 1915, elle enregistre  à New York quelques pièces en duo avec son époux  pour Columbia Records (série E), grâce aux interventions du producteur québécois Roméo Beaudry. Trois enregistrements sonores d'Isa Jeynevald sont conservés aux Archives nationales du Québec : Villanelle  (1893) de Frédéric van der Elst  et Eva Dell'Acqua, ainsi que les duos « La Foi de son flambeau » de l'opéra Mireille de Charles Gounod et « Heureux ceux qui vivront », extrait de Marie-Magdeleine de Jules Massenet, qu'elle interprète avec son mari.
Le 1er juillet 1926, le Ministère de l'Instruction publique et des Beaux-arts français la fait officier dans l'ordre des Palmes académiques.
En 1928, François-Xavier Mercier publie Technique de musique vocale –  Gerbes de souvenirs, ouvrage dans lequel il donne à la fois des conseils de technique vocale et retrace les événements marquants de sa carrière et de celle de son épouse. 
À la fin de l'automne 1932, Mercier est  fortement intoxiqué par une fuite de gaz dans la résidence du couple, rue Conroy à Québec, ce qui entraîne une paralysie puis son décès, le 22 décembre 1932. Isabelle Besson meurt à l'hôpital du Saint-Sacrement de Québec le 7 avril 1967. Elle est enterrée au cimetière Saint-Charles auprès de son époux.
L'édition du 23 décembre 1932 du journal Le Soleil affirme qu'Isabelle Besson était la sœur de l'ingénieur naval français et concepteur d'hydravions Marcel Besson.